# Communauté de communes de la Région de Pleyben
La Communauté de communes de la Région de Pleyben est une ancienne communauté de communes française, située dans le département du Finistère, en région Bretagne. Elle appartient au Pays de Centre Ouest Bretagne (COB).

## Histoire
Le 1er janvier 2017, l'intercommunalité fusionne avec la communauté de communes du Pays de Châteaulin et du Porzay pour former la communauté de communes de Pleyben-Châteaulin-Porzay.

## Siège
Le siège est situé Maison du Patrimoine, place Charles de Gaulle à Pleyben.

## Composition
Elle regroupait six communes :
| Nom                | Code Insee | Gentilé       | Superficie (km2) | Population (dernière pop. légale) | Densité (hab./km2) |
| ------------------ | ---------- | ------------- | ---------------- | --------------------------------- | ------------------ |
| Pleyben (siège)    | 29162      | Pleybennois   | 76,04            | 3 828 (2014)                      | 50                 |
| Le Cloître-Pleyben | 29033      | Cloîtriens    | 20,42            | 552 (2014)                        | 27                 |
| Gouézec            | 29062      | Gouézécois    | 30,94            | 1 112 (2014)                      | 36                 |
| Lannédern          | 29115      | Lannédernéens | 12,43            | 314 (2014)                        | 25                 |
| Lennon             | 29123      | Lennonnais    | 22,94            | 838 (2014)                        | 37                 |
| Lothey             | 29142      | Lotheyens     | 13,48            | 463 (2014)                        | 34                 |